# پوکا پوکایوک
پوکا پوکایوک (به اسپانیایی: Puka Pukayuq) یک کوه در پرو است که در پرو واقع شده‌است. پوکا پوکایوک ۴٬۸۰۰ متر بالاتر از سطح دریا واقع شده‌است.